# ساتیندرا بوز
ساتیندرا بوز (/sɐθ.jin. ðrɐ nɑθ bos/ (به بنگالی: সত্যেন্দ্র নাথ বসু)) (زاده ۱ ژانویه ۱۸۹۴ – درگذشته ۴ فوریه ۱۹۷۴)، فیزیک‌دان و ریاضیدان مشهور هندی بود که به علت فعالیت در مکانیک کوانتم در دهه ۱۹۲۰ چگالش بوز-انیشتین، آمار بوز-انیشتین و بوزون از نام وی گرفته شده‌اند.